# Sant Miquel de Castelló de Farfanya
Sant Miquel de Castelló de Farfanya és l'església parroquial de la vila de Castelló de Farfanya, al municipi homònim de la Noguera.

## Història
L'any 1179, el papa Alexandre III va confirmar a l'abadia d'Àger en una butlla «eclesias de Castellione», segurament en referència a Sant Maria i Sant Miquel. La primera menció explícita de Sant Miquel de Castelló de Farfanya és de l'any 1187, en què es promulgaren les Constitucions de Pau i Treva al comtat d'Urgell i al vescomtat d'Àger. El vescomte Ponç Guerau III les jurà, amb el consentiment del bisbe d'Urgell Arnau de Preixens dins l'església de Sant Miquel de Castelló Farfanya, davant de tot el poble. L'edifici romànic va ser molt reformat al segle xviii. El 1751 es construí la nau neoclàssica adossada al mur nord, que provocà que es desmuntessin les tres capelles que hi havia en aquest mur, i el 1777 es reformà el presbiteri, amb la destrucció de l'absis de l'església, recuperat arran la restauració de 1986 empresa pel Departament de Cultura de la Generalitat de Catalunya amb la finalitat de muntar el retaule de pedra gòtic provinent de l'església de Santa Maria.

## Arquitectura
És d'una sola nau orientada est-oest i coberta amb volta de canó apuntada. La porta d'accés, ja de factura gòtica, és oberta a la façana sud; és dins la tradició de l'escola de Lleida, amb les arquivoltes decorades amb motius geomètrics i els capitells que combinen estilitzacions figurades i vegetals. L'edifici romànic està molt alterat per les reformes fetes al segle xviii, arran de les quals desaparegué l'absis. La volta és reforçada per dos arcs torals que arrenquen d'una mena de culs de llàntia triangulars un dels quals, el primer de la façana sud, sembla haver estat restaurat el segle xiii doncs hi apareix un escut amb escacs que correspon el comte Ermengol X d'Urgell (1274-1314), que presenta les mateixes característiques i marques de picapedrer que es troben a Santa Margarida de Privà. La nau central tenia tres capelles al nord i dues al sud. Totes presenten una volta apuntada. Al segle xiii es degué realitzar una reforma que afectà sobretot la façana sud, tal com ho mostren les marques de picapedrer. La reforma més important és l'escala d'accés al campanar, avui desapareguda. També hi devia haver alguna finestra oberta a l'absis, una oberta a ponent de la qual es conserva l'arrencada de l'arc de mig punt i una obertura en l'espai existent entre la porta d'accés i la capella de l'epístola, posteriorment tapiada. Finalment, la il·luminació interior es devia completar amb una finestra oberta al mur sud, també tapiada en època moderna. Al segle xiii s'obrí una petita finestra en una de les capelles del costat sud.

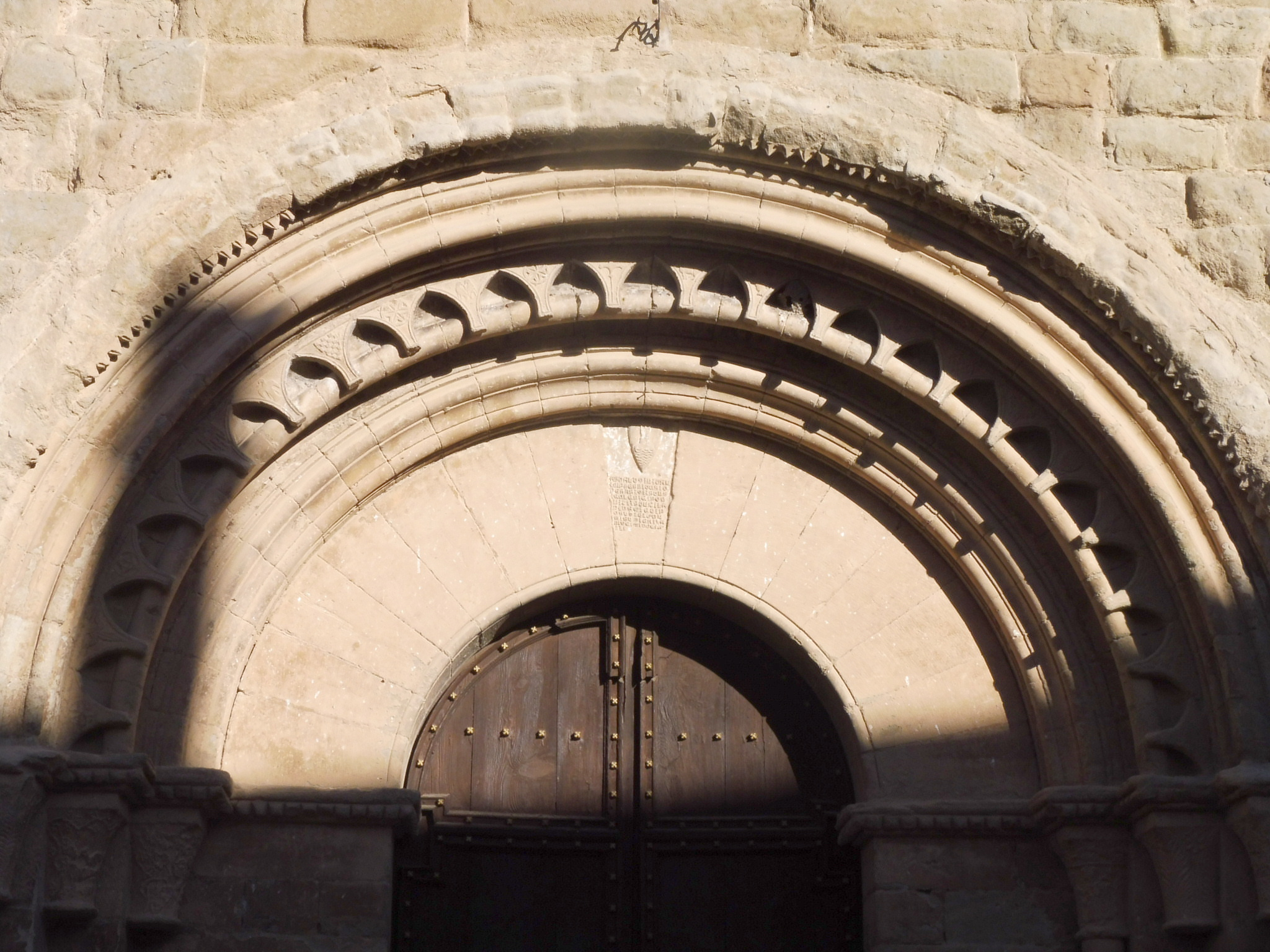
El portal restaurat

Tot l'edifici és fet amb carreus rectangulars ben escairats, disposats molt ordenadament amb filades uniformes i regulars. Cronològicament, cal pensar que el gros de l'edifici ja estava acabat el 1187, any en què es signen les constitucions de Pau i Treva. La segona etapa que inclou refeccions sobretot al mur meridional, pot ser de final del segle xiii.
Al segle xviii li fou afegida una altra nau a tramuntana, un portal nou (1751) i el presbiteri rectangular (1777) en substitució de l'antic absis. L'estat deficient de conservació de l'edifici, i en concret el perill de ruïna imminent que presentava l'absis barroc, van fer necessària la construcció d'un absis nou, fet de formigó, vidre i alumini. Aquesta intervenció, a càrrec de la Generalitat de Catalunya va ser presidida pel criteri de donar la més gran rellevància possible a l'altar major que conté un retaule gòtic de pedra procedent de l'església de Santa Maria del castell, des d'on fou traslladat el 1936.